# Château de Thégra (Haute-Garonne)
Cet article concerne le château de Thégra situé en Haute-Garonne. Pour le château de Thégra situé dans le Lot, voir Château de Thégra.
Le château de Thégra est un château situé à Balma, en France.
Il est inscrit au titre des monuments historiques depuis 1984.

## Localisation
Le château est situé sur la commune de Balma, dans le département français de la Haute-Garonne.